# تازه‌شکم‌پایان
تازه‌شکم‌پایان (نام علمی: Caenogastropoda) نام یک کلاد از رده شکم‌پایان است.